# Society of Entomologists of London
Society of Entomologists of London var ett av en rad kortlivade entomologiska sällskap i London under 1700- och 1800-talen, vars medlemmar möttes för att uppvisa, arbestämma, byta, sälja eller köpa insekter som ibland var lika dyra som böcker - entomologin var begränsad till de välsituerade. Det var en tid av kolonial expansion och alla slags exotica flödade in till handelscentra som London och Amsterdam. Dessa innefattade inte bara insekter utan även till exempel snäckskal, vilka många entomologer också samlade på.

## Kronologi
- Någon gång efter 1720, men före 1742, bildades Society of Aurelians, men mycket lite är känt.[1]

- 1745 är det tidigaste belagda datumet för Aurelian Society i London, men det fanns nästan säkert dessförinnan.[2] Aurelian Society upplöstes efter en brand, under pågående möte, den 25 mars 1748 som förstörde sällskapets bibliotek och handlingar.[3][4] Det anses vara det första entomologiska sällskapet i världen[4], men det fanns liknande grupper i Italien, Frankrike och de tyska staterna. Moses Harris var medlem.[5]

- 1762 bildades det andra Aurelian Society som bara överlevde några år (till 1767).[6][7] Moses Harris var sekreterare[8][9] och även Dru Drury var medlem[10].

- 1780 grundades Society of Entomologists of London, vilket överlevde till augusti 1782.[6] Dru Drury var en av dess medlemmar.

- 1801 bildaes Aurelian Society för tredje gången och överlevde till april 1806 då det upplöstes.[3]

- 1806 bildade de tidigare medlemmarna i Aurelian Society ett nytt sällskap kallat Entomological Society (senare benämnt Entomological Society of London).[3]

- 1812, efter att den sista och tredje delen av sällskapets Transactions givits ut förföll Entomological Society of London och föreningens regelbundna möten upphörde 1813[3]. Sällskapet sammanträdde därefter endast tillfälligtvis fram till 1822.[11]

- 1822 startade flera av medlemmarna ett nytt sällskap, Entomological Society of Great Britain.[12]

- 1824[13] förenade de två nämnda sällskapen sig med medlemmar av Linnean Society of London och bildade Zoological Club of the Linnean Society of London[14], vilken senare kom att bli Zoological Society of London.

- 1826 bildades ytterligare ett entomologiskt sällskap, Entomological Club.[15] "The Club" var till en början vetenskaplig och gav ut The Entomological Magazine (från september 1832 till oktober 1838) men utvecklades till ett middagssällskap.[16] Det är det idag äldsta existerande entomologiska sällskapet,[7] men dess medlemsantal är begränsat till åtta.[17]

- 1833 bildades, för andra gången, Entomological Society of London[7] och höll sitt första vetenskapliga möte den 2 december detta år och hade efter ett år, i november 1834, 127 medlemmar.[12] Det är det nuvarande Royal Entomological Society.